# سید علیرضا احتشام‌زاده گنج‌بخش
سید علیرضا احتشام‌زاده گنج‌بخش (زاده ۱۲۷۳ - درگذشته نامعلوم) نماینده مجلس شورای ملی بود که در زمان رضا شاه پهلوی به اتهام فساد مالی تحت پیگرد قضائی قرار گرفت و زندانی شد.
احتشام‌زاده در مدرسه سیاسی تهران درس خوانده بود. در سال ۱۳۰۵ به عنوان نماینده تهران به مجلس شورای ملی راه یافت (دوره ششم) و در دوره‌های هفتم تا دهم نماینده ساوه بود.  او در دوران نمایندگی در کمیسیون عدلیه مجلس فعالیت می‌کرد.
در پی پیگرد قضائی و بازداشت علی منصور وزیر طرق (راه) و شماری از مدیران این وزارتخانه به اتهام فساد مالی در زمستان ۱۳۱۴، پس از مدتی احتشام‌زاده نیز در ارتباط با همین پرونده تحت تعقیب قرار گرفت و متهم به دریافت رشوه شد. محسن صدر وزیر عدلیه در سیزدهم اردیبهشت ۱۳۱۵ مصوبه رد مصونیت احتشام‌زاده را جهت قانونی شدن بازداشت و محاکمه او از مجلس گرفت.